# Parâmio
Parâmio is een plaats (freguesia) in de Portugese gemeente Bragança en telt 281 inwoners (2001).